# 呂姆朗日體育聯盟
呂姆朗日足球俱樂部（Union Sportive Rumelange）是盧森堡的一家足球俱樂部。主場位於呂姆朗日。球隊參加盧森堡國家足球聯賽的賽事。

## 外部連結
- US Rumelange official website（页面存档备份，存于）